# Тимченко Олександр Олександрович
Олекса́ндр Олекса́ндрович Ти́мченко (18 лютого 1999, Чемужівка Зміївського району Харківської області — 24 лютого 2022, Трьохізбенка Щастинського району Луганської області) — український військовослужбовець, молодший сержант 4 БрОП Національної гвардії України, учасник російсько-української війни, що відзначився у ході російського вторгнення в Україну. Герой України (2022, посмертно).

## Життєпис
Народився 18 лютого 1999 року в селі Чемужівка Зміївського району Харківської області.
Служив у складі 4-ї бригади оперативного призначення імені Героя України сержанта Сергія Михальчука. З лютого по квітень 2020 року виконував службово-бойові завдання в зоні проведення ООС у районі Світлодарської дуги. Серед підлеглих молодший сержант Тимченко користувався авторитетом, оскільки володів неабиякими лідерськими якостями та був гідним прикладом для бійців.
23 лютого 2022 року в зв'язку із напруженою оперативною обстановкою напередодні широкомасштабного вторгнення військ РФ на територію України військовий оперативний резерв бригади було терміново передислоковано на Луганщину.
Під час широкомасштабного російського вторгнення, 26 лютого 2022 року, у районі населеного пункту Трьохізбенка під постійними масованими артилерійськими обстрілами з боку ворожих військ зайняв вогневу позицію, даючи змогу побратимам зі свого відділення вийти з району ураження. Олександр Тимченко гранатою підірвав ворожу БМП разом з піхотою. Гідно прийнявши бій, молодший сержант дав змогу побратимам відійти, а сам залишився та зазнав поранень, несумісних із життям.

## Нагороди
- звання «Герой України» з удостоєнням ордена «Золота Зірка» (25 березня 2022, посмертно) — за особисту мужність і героїзм, виявлені у захисті державного суверенітету та територіальної цілісності України, вірність військовій присязі[2];
- орден «За мужність» III ступеня (28 лютого 2022, посмертно) — за особисту мужність і самовіддані дії, виявлені у захисті державного суверенітету та територіальної цілісності України, вірність військовій присязі[3].